# Junonia goudotii
Junonia goudotii ist ein auf einigen ostafrikanischen Inseln vorkommender Schmetterling (Tagfalter) aus der Familie der Edelfalter (Nymphalidae). Die Art wurde dem französischen Forschungsreisenden Jules Prosper Goudot gewidmet.

## Beschreibung

### Falter
Die Flügelspannweite der Falter beträgt ca. 50 Millimeter. Es liegt kein Sexualdimorphismus vor. Die Grundfarbe der Flügeloberseiten ist schokoladenbraun. Zwei schmale rotbraune Querbinden erstrecken sich über beide Flügelpaare, wobei die äußere einige sehr kleine weiße Punkte beinhaltet. Am Vorderrand der Vorderflügel sind außerdem zwei ebenfalls rotbraune Makel zu erkennen. Der Analwinkel ist spitz ausgebildet, zuweilen leicht verlängert. Auf den braun marmorierten Flügelunterseiten schimmert die Zeichnung der Vorderflügel etwas verwaschen hindurch.

### Präimaginalstadien
Die ersten Stände sind noch nicht beschrieben.

### Ähnliche Arten
Falter der Gattung Junonia, die eine dunkelbraune Flügelgrundfarbe zeigen, beispielsweise Junonia natalica, Junonia stygia oder Junonia gregorii kommen auf dem afrikanischen Festland vor und haben somit keine geographische Überlappung mit dem Inselbewohner Junonia goudotii.

## Verbreitung und Lebensraum
Junonia goudotii kommt  auf Madagaskar, Mauritius sowie auf den Komoren vor. Die Art besiedelt vorzugsweise Savannen und Waldränder.

## Lebensweise
Die Falter fliegen in mehreren Generationen das ganze Jahr hindurch, schwerpunktmäßig in den Monaten Juli und Oktober. Zur Nektaraufnahme besuchen sie verschiedene Blüten. Details zur Lebensweise der Art müssen noch erforscht werden.